# Tren Blindado

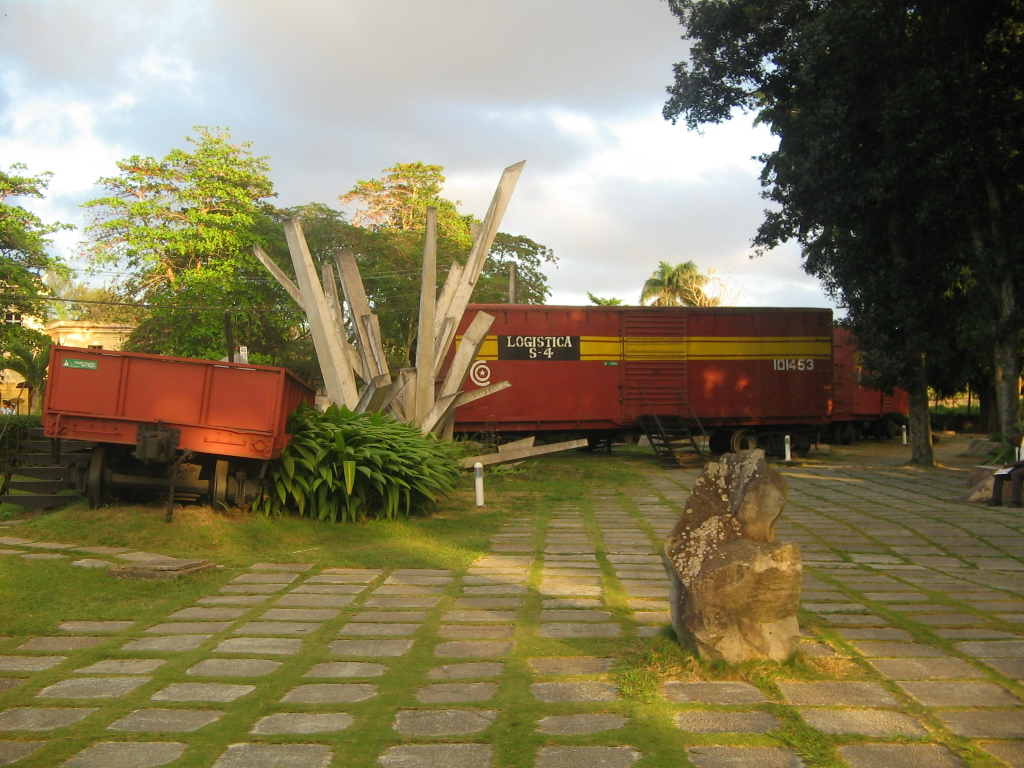
Vue partielle du parc

Tren Blindado (ou Monumento a la toma del tren blindado) est un lieu de mémoire situé à Santa Clara (Cuba).

## Historique
À la fois monument national, parc et musée en plein air, il rend hommage à un épisode de la Révolution cubaine qui se déroula sur le site le 29 décembre 1958 : alors que Batista, comme renfort à ses troupes, avait envoyé depuis La Havane un train blindé chargé de troupes, de munitions et de provisions, Che Guevara et ses compagnons le firent dérailler et arrachèrent les rails à l'aide d'un bulldozer. Les soldats finirent par fraterniser avec les rebelles. Ce succès eut un retentissement dans le monde entier.
Le monument et son environnement furent conçus en 1986 par le sculpteur José Delarra (José Ramón de Lázaro Bencomo). L'ensemble est implanté sur les lieux mêmes où se produisit l'attaque, entre la voie de chemin de fer et la rivière Cubanicay.
Le complexe comprend cinq sculptures, un bulldozer et quatre wagons d'origine, utilisés comme salles d'exposition.

## Filmographie
- Une séquence de Cuba, un film de 1979 réalisé par Richard Lester et interprété par Sean Connery, met en scène ces événements[3].

## Galerie de photographies

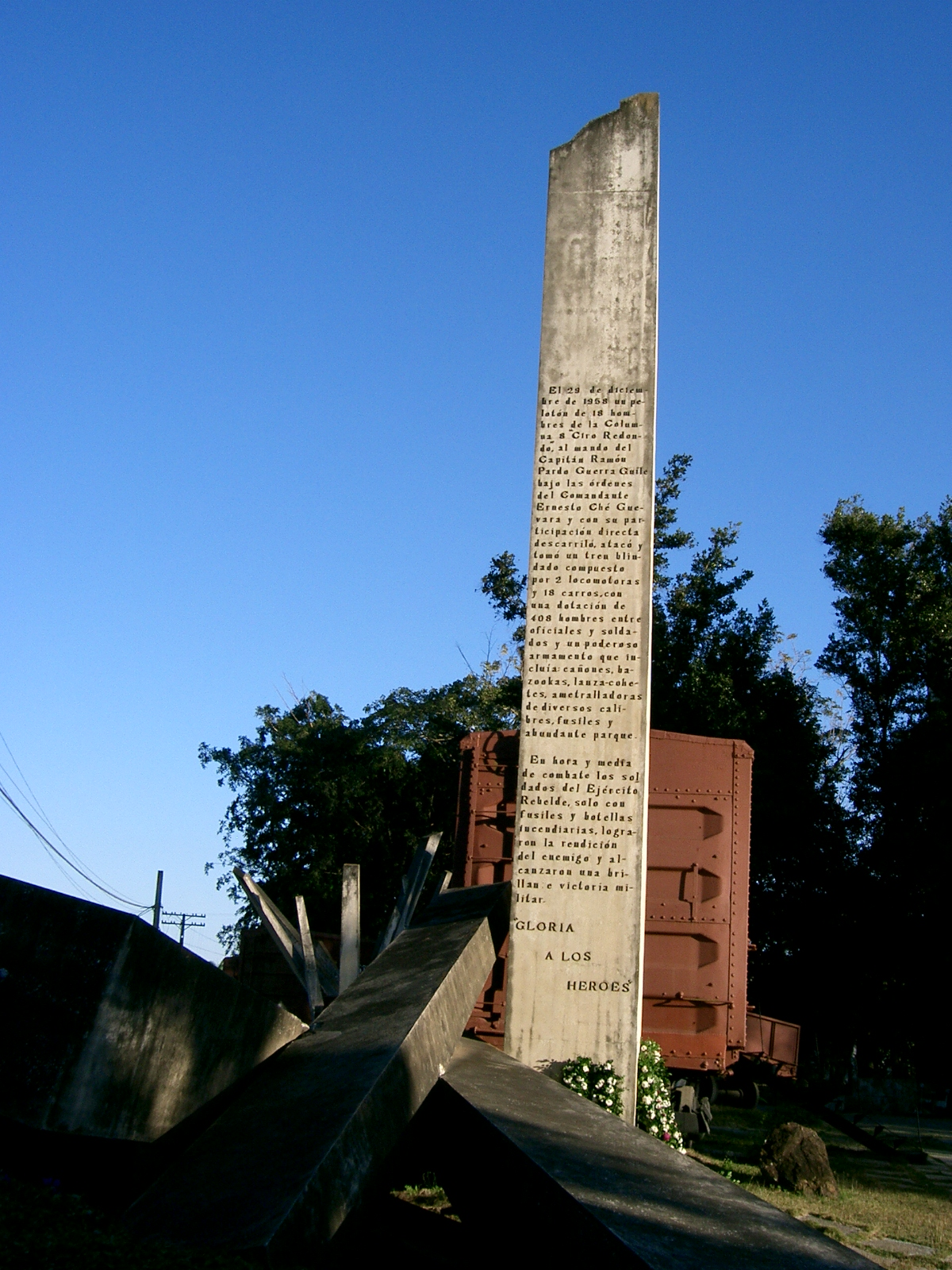
Obélisque-stèle
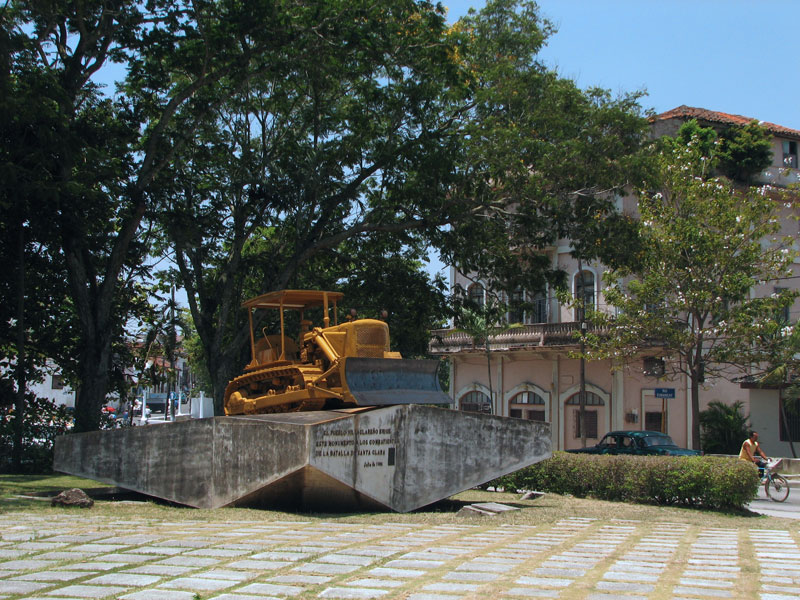
Bulldozer utilisé pour l'arrachage des rails
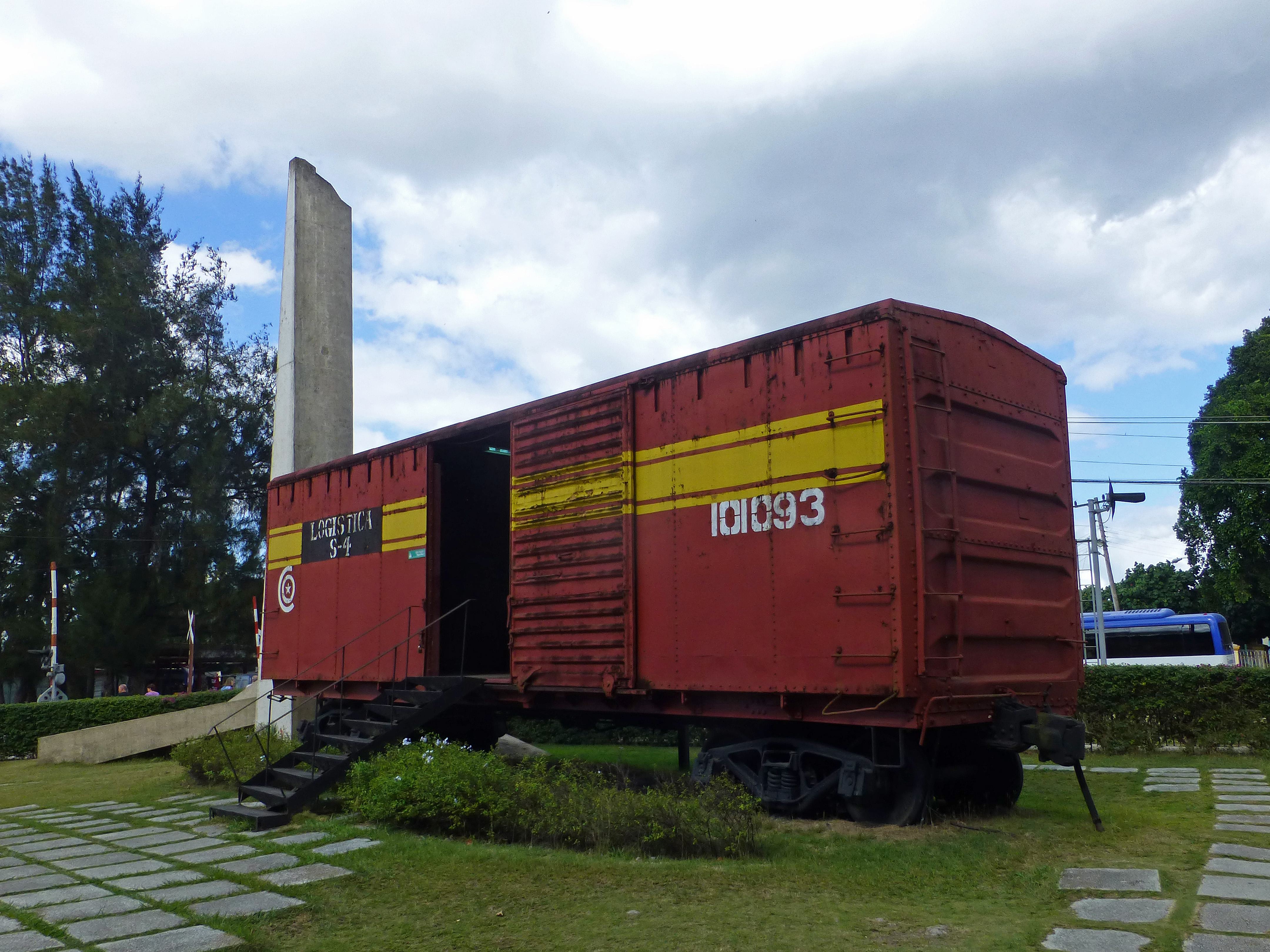
Wagon